# Laurens van der Post
Laurens van der Post (13 décembre 1906 - 15 décembre 1996) est un écrivain britannique d'origine sud-africaine.

## Biographie
Durant la Seconde Guerre mondiale, il a été membre de la Force Gidéon au Soudan et en Éthiopie.
Il a écrit deux ouvrages autobiographiques, The Seed and the Sower (1963 ; littéralement : Le Grain et le semeur) et The Night of the New Moon (1970 ; littéralement : La Nuit de la nouvelle lune), racontent son expérience de prisonnier de guerre chez les Japonais. En 1983, l'histoire fut adaptée au cinéma par Nagisa Ōshima dans le film Furyo.